# Куп Србије у фудбалу 2016/17.
Куп Србије у фудбалу 2016/17. је једанаесто такмичење организовано под овим називом од стране Фудбалског савеза Србије.

## Пропозиције такмичења

### Календар такмичења
- Претколо: 7. септембар 2016.
- Шеснаестина финала: 21. септембар 2016.
- Осмина финала: 26. октобар 2016.
- Четвртина финала: 5. април 2017.
- Полуфинале: 26. април 2017. (I утак.), 10. мај 2017. (II утак.)
- Финале: 27. мај 2017.

## Претколо
Жреб парова преткола Купа Србије у сезони 2016/17. обављен је 2. септембра 2016. године.
У претколу одиграном 7. септембра 2016. године састали су се победници куп такмичења по регионима и најслабије пласиране екипе из прошле сезоне у Првој лиги Србије. Игра се једна утакмица код првоименоване екипе. У случају нерешеног резултата после регуларног тока утакмице, одмах се изводе једанаестерци. Резултати постигнути након извођења једанаестераца приказани су у загради.
| Утак. | Клуб, Место                | Резултат  | Клуб, Место               |
| ----- | -------------------------- | --------- | ------------------------- |
| 1.    | Жарково, Београд           | 1:1 (4:3) | Лозница, Лозница          |
| 2.    | Полет, Љубић               | 2:0       | Раднички 1923, Крагујевац |
| 3.    | Трепча, Косовска Митровица | 0:3       | Слобода, Ужице            |

## Шеснаестина финала
Жреб парова шеснаестине финала Купа Србије у сезони 2016/17. обављен је 12. септембра 2016. године.
Сви мечеви су одиграни 21. септембра 2016. године, осим утакмица Бачка Бачка Паланка - Спартак Суботица и Рад - Динамо Врање које су биле заказане за 20. септембар. Игра се једна утакмица код првоименоване екипе. Према пропозицијама такмичења, уколико се утакмица заврши нерешеним резултатом, одмах ће се изводити једанаестерци. Резултати постигнути након извођења једанаестераца приказани су у загради.
| Утак. | Клуб, Место          | Резултат  | Клуб, Место              |
| ----- | -------------------- | --------- | ------------------------ |
| 1.    | Партизан, Београд    | 3:1       | Напредак, Крушевац       |
| 2.    | Радан, Лебане        | 0:5       | Чукарички, Београд       |
| 3.    | Инђија, Инђија       | 0:1       | Вождовац, Београд        |
| 4.    | Колубара, Лазаревац  | 0:4       | Младост, Лучани          |
| 5.    | Младост, Бачки Јарак | 1:4       | Нови Пазар, Нови Пазар   |
| 6.    | Жарково, Београд     | 2:2 (5:4) | Металац, Горњи Милановац |
| 7.    | Синђелић, Београд    | 1:5       | Јагодина, Јагодина       |
| 8.    | Полет, Љубић         | 0:1       | Радник, Сурдулица        |
| 9.    | Земун, Београд       | 0:0 (4:5) | Борац, Чачак             |
| 10.   | Пролетер, Нови Сад   | 0:1       | Јавор Матис, Ивањица     |
| 11.   | Бачка, Бачка Паланка | 0:3       | Спартак, Суботица        |
| 12.   | Војводина, Нови Сад  | 4:0       | Бежанија, Београд        |
| 13.   | БСК Борча, Београд   | 1:0       | Раднички, Ниш            |
| 14.   | ЧСК Пивара, Челарево | 0:3       | Црвена звезда, Београд   |
| 15.   | Рад, Београд         | 1:0       | Динамо, Врање            |
| 16.   | Слобода, Ужице       | 6:1       | ОФК Београд, Београд     |

## Осмина финала
Жреб парова осмине финала Купа Србије у сезони 2016/17. обављен је 14. октобра 2016. године.
Сви мечеви су одиграни 26. октобра 2016. године, осим утакмице Жарково - Партизан која је била заказана за 25. октобар. Игра се једна утакмица код првоименоване екипе. Према пропозицијама такмичења, уколико се утакмица заврши нерешеним резултатом, одмах ће се изводити једанаестерци. Резултати постигнути након извођења једанаестераца приказани су у загради.
| Утак. | Клуб, Место            | Резултат  | Клуб, Место          |
| ----- | ---------------------- | --------- | -------------------- |
| 1.    | Нови Пазар, Нови Пазар | 0:0 (3:4) | Војводина, Нови Сад  |
| 2.    | Чукарички, Београд     | 1:0       | Јавор Матис, Ивањица |
| 3.    | Младост, Лучани        | 1:1 (5:3) | Рад, Београд         |
| 4.    | Јагодина, Јагодина     | 1:1 (4:5) | Борац, Чачак         |
| 5.    | Црвена звезда, Београд | 3:0       | БСК Борча, Београд   |
| 6.    | Жарково, Београд       | 0:2       | Партизан, Београд    |
| 7.    | Вождовац, Београд      | 1:0       | Спартак, Суботица    |
| 8.    | Радник, Сурдулица      | 1:2       | Слобода, Ужице       |

## Четвртфинале
Жреб парова шеснаестине финала Купа Србије у сезони 2016/17. обављен је 23. новембра 2016. године.
Сви мечеви су одиграни 5. априла 2017. године. Игра се једна утакмица код првоименоване екипе. Према пропозицијама такмичења, уколико се утакмица заврши нерешеним резултатом, одмах ће се изводити једанаестерци. Резултати постигнути након извођења једанаестераца приказани су у загради.
| Утак. | Клуб, Место            | Резултат | Клуб, Место        |
| ----- | ---------------------- | -------- | ------------------ |
| 1.    | Војводина, Нови Сад    | 5:2      | Борац, Чачак       |
| 2.    | Црвена звезда, Београд | 4:2      | Младост, Лучани    |
| 3.    | Вождовац, Београд      | 1:2      | Партизан, Београд  |
| 4.    | Слобода, Ужице         | 0:3      | Чукарички, Београд |

## Полуфинале
Жреб парова полуфинала Купа Србије у сезони 2016/17. обављен је 11. априла 2017. године.

### Прва утакмица
| Чукарички     | 1 : 4 | Црвена звезда                                       |
| ------------- | ----- | --------------------------------------------------- |
| Јовановић 41’ |       | Ле Талек 12’ · Боаћи 19’, 39’ · Ожеговић (а.г.) 33’ |

| Војводина | 0 : 0 | Партизан |
| --------- | ----- | -------- |
|           |       |          |

### Друга утакмица
| Црвена звезда    | 1 : 2 | Чукарички                      |
| ---------------- | ----- | ------------------------------ |
| Боаћи 76’ (пен.) |       | Ожеговић 4’ · Милић (а.г.) 54’ |

| Партизан     | 1 : 0 | Војводина |
| ------------ | ----- | --------- |
| Ђурђевић 44’ |       |           |

## Финале
| Партизан       | 1 : 0 | Црвена звезда |
| -------------- | ----- | ------------- |
| Миленковић 42’ |       |               |

| Победник Купа Србије у фудбалу 2016/17. |
| --------------------------------------- |
|                                         |
| ФК Партизан 5. титула                   |